# Покосовски циклус
Покосовски циклус је циклус песама српске епске поезије, који опева догађаје непосредно после Косовског боја, односно последње отпоре Османском царству, које су пружали српски деспоти и банови, кнезови и војводе из моћних феудалних породица: Јакшића, Бранковића, Црнојевића. Најчешће су то песме пуне страдања и пораза, личних и општих трагедија и отпору према зулуму и неправди од стране турских освајача. У песмама је опеван појединачан отпор последњих владара који нису имали организовану војску па је крајњи исход њихове борбе против освајача унапред био познат. Главни мотив у тим песмама је смрт, која снажно истиче трагедију српског народа под турском влашћу.
Личности које се у њима јављају су:
- војвода Пријезда
- војвода Каица
- Облак Радосав
- Јован Косовац
- Бранковићи
- Јакшићи
- Црнојевићи[2]

Најпознатије песме овог циклуса су: „Смрт војводе Пријезде“, „Смрт војводе Каице“, „Диоба Јакшића“, „Болани Дојчин“, „Женидба Максима Црнојевића“, „Облак“ и друге.